# Автомобилна промишленост в КНР
Китайската автомобилна индустрия е най-голямата в света по производство на автомобили от 2008 г. насам. От 2009 г. годишното производство на автомобили в Китай представлява повече от 32% от световното производство на автомобили, надминавайки както Европейския съюз, така и Съединените щати и Япония взети заедно. Всеки ден средно 74 хиляди автомобила слизат от поточните линии (към 2023 г.). Поне до 2024 г. Китай ще бъде най-големият автомобилен пазар в света както по отношение на продажби, така и на собственост.
Въпреки че по-голямата част от автомобилите, произведени в Китай, се продават на вътрешния пазар, износът, който представлява 11,5% от общото производство, достига 3,11 милиона единици през 2022 г., което прави страната вторият по големина износител на автомобили в света. През първата половина на 2023 г. Китай изпреварва Япония и става най-големият износител на автомобили в света, изнасяйки 2,34 милиона автомобила, в сравнение с 2,02 милиона за Япония. Вътрешният пазар на Китай предоставя на производителите на автомобили силна база и китайските специалисти по икономическо планиране се надяват да създадат глобално конкурентни автомобилни компании, които с годините ще стават все по-привлекателни и надеждни.

## Автомобилни компании
Към 2021 г. най-големите компании по брой продадени коли са:
- SAIC Motor (5,365 млн.)
- FAW Group (3,501 млн.)
- Dongfeng Motor (3,275 млн.)
- Changan Automobile (2,301 млн.)
- Guangzhou Automobile Industry Group (2,144 млн.)
- BAIC Group (1,723 млн.)
- Geely Holding Group (1,328 млн.)
- Great Wall Motor (1,281 млн.)
- Chery Automobile (959 хил.)
- BYD (745 хил.)